# Monument la mormântul comun al victimelor Holocaustului (Dubăsari)
Monumentul la mormântul comun al victimelor Holocaustului este un monument amplasat la cimitirul evreiesc din Dubăsari, Republica Moldova. Este un monument istoric de importanță națională inclus în Registrul monumentelor Republicii Moldova ocrotite de stat cu nr. 371 (raionul Dubăsari).

## Galerie de imagini

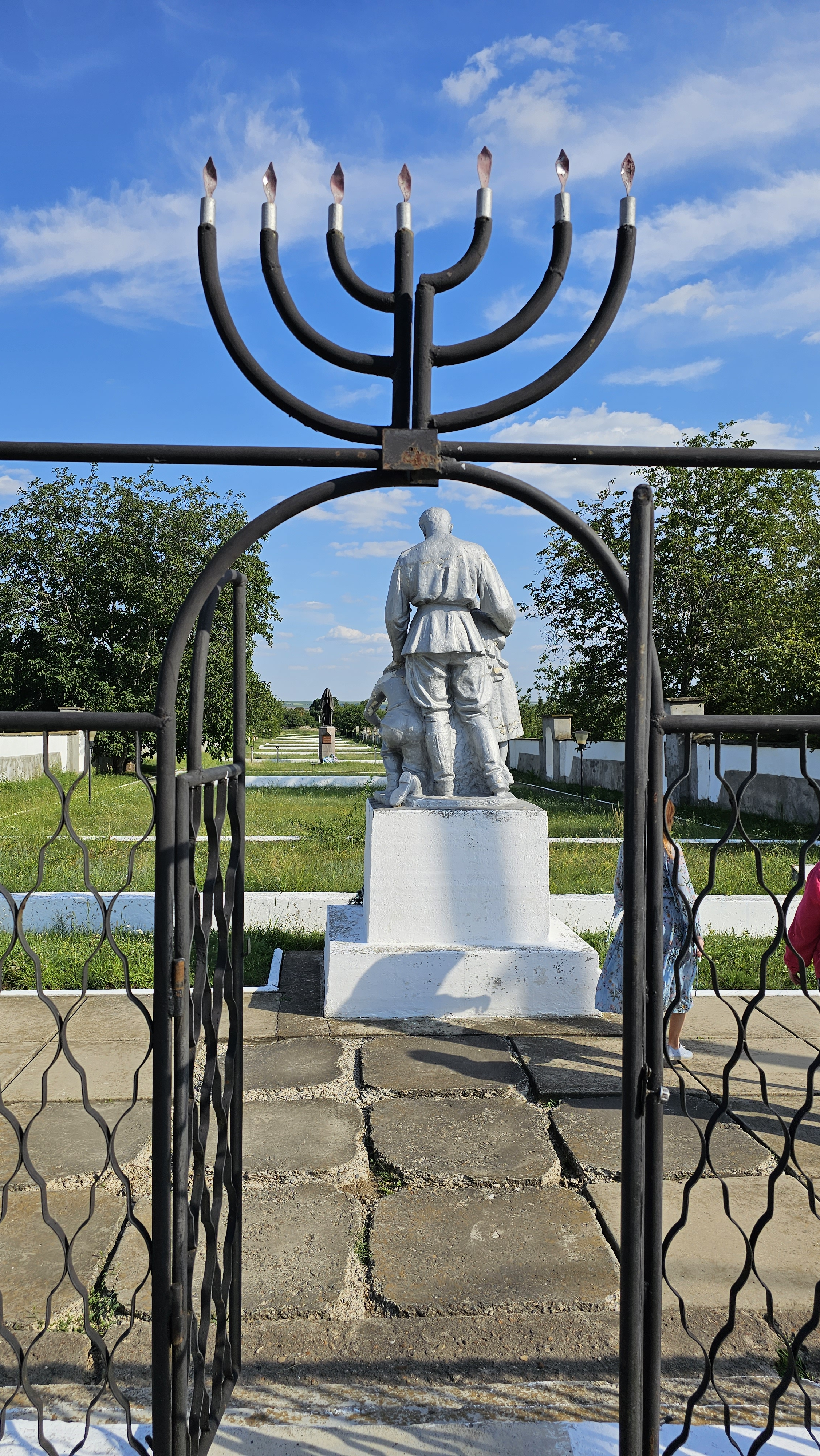
Intrarea pe teritoriu
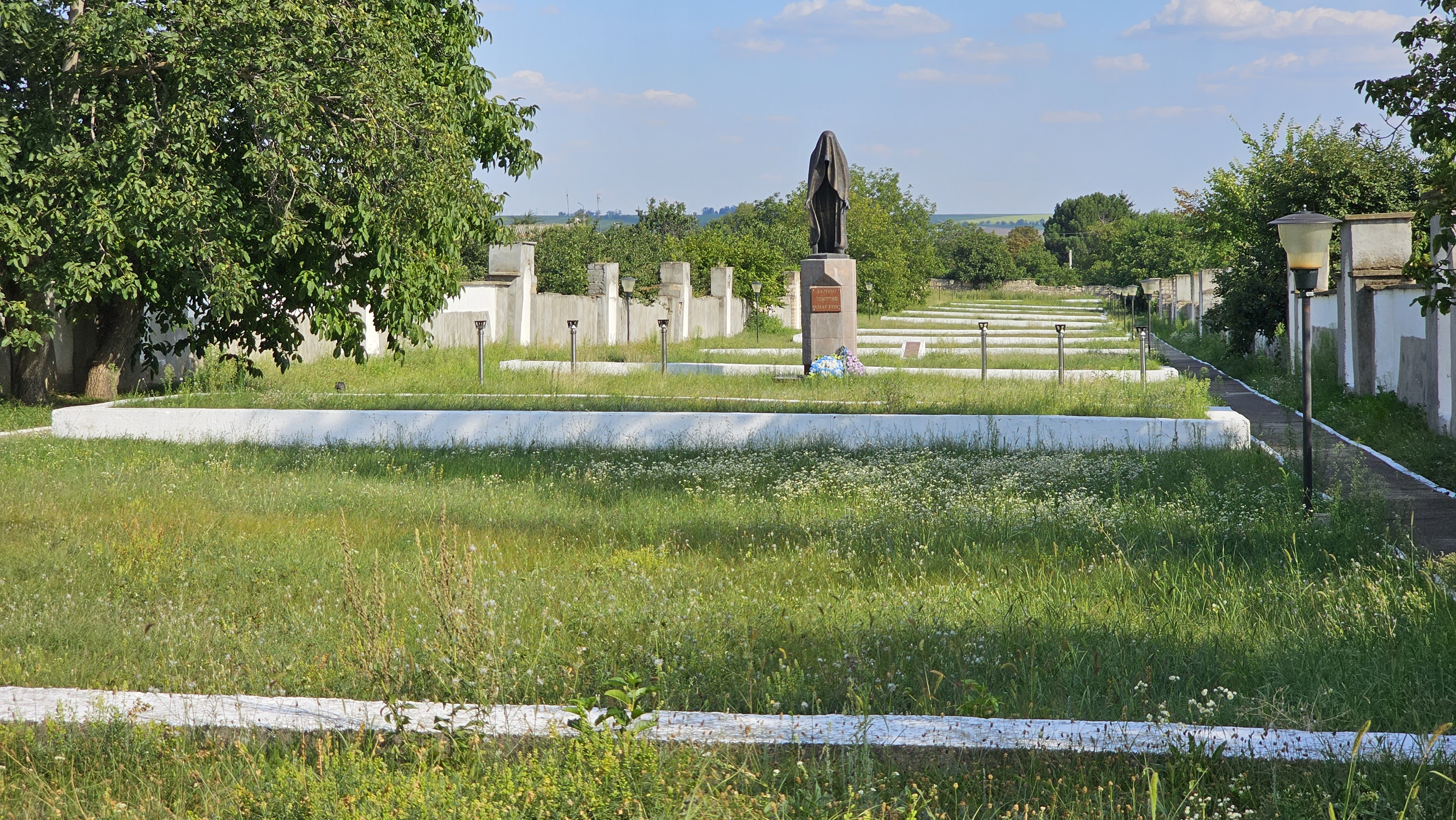
Vedere de ansamblu asupra mormintelor comune
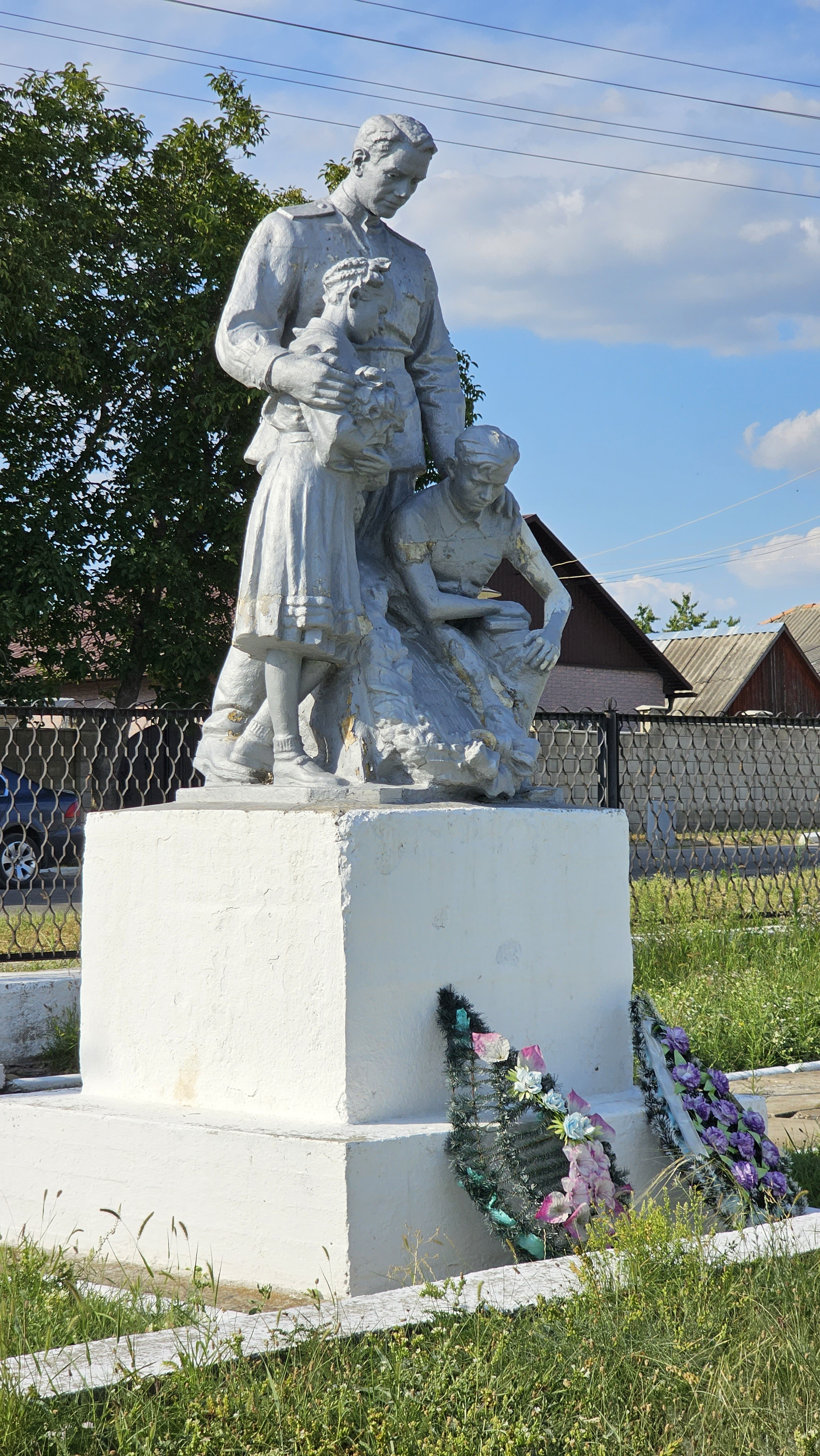
Prim-plan al monumentului ocrotit de stat